# おりも政夫
おりも 政夫（おりも まさお、1953年7月4日 - ）は、日本の司会者、タレント、歌手、俳優。1970年代を代表する男性アイドルグループ・フォーリーブスのメンバー。東京都江東区亀戸出身。orimo company所属。本名・織茂 政男（読み同じ）。愛称はマー坊。血液型B型。
妻は、元・女優の松岡かおり。堀越高等学校卒業。長女はおりもりお（女優・2016年度ミス日本コンテスト「ミス着物」受賞。本名：織茂璃穏）。婿（義理の息子で璃穏の夫）は税理士の大塚亮一。

## 所属事務所
劇団若草 → ジャニーズ事務所（1994年まで所属） → アオイコーポレーション → （株）ベースアドベンチャー → （株）エフエンタープライズ

## 人物・来歴
- 1967年に北公次、江木俊夫らと共にフォーリーブスを結成。70年代前半のアイドルシーンを席巻した。1978年の解散後は、タレントや俳優として活躍。元・フォーリーブスのメンバーの中で、最も安定した芸能活動を現在まで続けている。2002年にはフォーリーブスを再結成し、メンバーの逝去による2009年3月29日の無期限活動休止を迎えるまでライブを中心に活動した。2014年からは江木と2人でフォーリーブスとしての活動を再開している。
- 俳優としては、舞台作品やミュージカルにも多数の出演作がある。特に、スイセイ・ミュージカル作品には毎年のように出演していた。主な出演テレビドラマには、八丁堀の七人シリーズ（レギュラー出演）など。また、グルメ番組のレポーターとしても活路を見出し、日本テレビ系『ごちそうさま』内「さすらいの食いしん坊」や、『ぶらり途中下車の旅』などでも精力的な活躍を見せていた。
- フジテレビ系『君こそスターだ!』などでは司会業などでも活躍し、人柄を感じさせる、穏やかで飄々とした進行と持ち味や、あえて自分は一歩下がって共演者や後輩を引きたてる事もいとわない謙虚さも兼ね備えている。中でも『アイドル水泳大会』での司会が特に有名で、Mr.Childrenの楽曲「デルモ」の歌詞の一節に登場している。近年では、日本テレビ系列で放送されている『ぐるぐるナインティナイン』でコーナー司会を担当し、往年の司会技術の高さを発揮している。ちなみに、共演中の岡村隆史は、以前から他の番組内で自ら司会をする際に、おりものような進行やマイクの持ち方などを真似していた。
- 1990年頃、青山孝と2人で、静岡県浜松市肴町にある同じビル内に、『ステージバー・グリッター』（3F）というショーパブと、『タレント・ミュージック・スクール』（4F）という音楽学校の2つを開いていた。
- ジャニーズ事務所退所時にはすでに41歳になっており、これは当時ジャニーズ事務所在籍者の最高齢記録となっていた(2005年に近藤真彦がおりも退所時の年齢を超え、56歳9か月まで更新した[注 1])。ジャニーズ事務所退所時の年齢としても長らく最年長だったが、のちに前記の近藤の他、稲垣吾郎、草彅剛、山口達也、佐野瑞樹、錦織一清、植草克秀、中居正広、長瀬智也、森田剛、三宅健、岡田准一、岡本健一、堂本剛がおりも退所時の年齢よりも上の年齢で退所している。
- 2013年より、全員参加型イベント昭和歌謡を合唱する「うたごえ時代」コンサートをプロデュース。現在も精力的に活動している。
- 2016年9月25日に急性虫垂炎のため、明治座公演『歌手生活30周年 坂本冬美 特別公演』を初日から休演したが、10月18日より復帰[4]。
- 近年は夢グループの「夢スター歌謡祭 春組対秋組歌合戦」で全国各地を回っており、江木俊夫やあべ静江らと共に司会を務めている。

## 出演

### テレビ番組
- ヒット'76（日本テレビ）当時局アナの福留功男と共に男性出場者へのインタビュアー（半年で降板）
- オールスター紅白水泳大会・オールスター寒中水泳大会（フジテレビ）総合司会・白組司会
- 象印クイズ ヒントでピント （1979年11月18日[5] - 1985年5月5日[6]、テレビ朝日）レギュラー回答者[7]
  - 4枠 ： 1979年11月18日（第34回） - 1983年12月25日（第234回）[8]
  - 3枠 ： 1984年1月8日[9]（第235回） - 1985年5月5日（第297回）
- ごちそうさま 「さすらいの食いしん坊」 （日本テレビ）準レギュラー
- ぶらり途中下車の旅 （日本テレビ）準レギュラー
- 午後は○○おもいッきりテレビ （日本テレビ）準レギュラー
- ライオンのごきげんよう （フジテレビ）歌のゲスト
- 田舎に泊まろう! （2006年8月13日、テレビ東京）
- ぐるぐるナインティナイン(2007年 - 、日本テレビ) 「恋人選びの旅」司会
- 痛快!買い物ランドSHOPJIMA （2007年 - 、テレビ東京ほか）江木俊夫とのレギュラー共演
- いい旅・夢気分 （テレビ東京）
- 私の何がイケないの?（TBS）「ワケあり芸能人」シリーズで数回家族で出演）
- 夢のスター歌謡祭（2016年7月 - 2017年3月、BSフジ）司会

### テレビドラマ
連続ドラマ
- おれは男だ! （1971年2月21日 - 28日、日本テレビ）第1話と2話にフォーリーブスの4人でゲスト出演
- 青春をつっ走れ （1972年4月 - 7月、フジテレビ）フォーリーブスの4人でゲスト出演
- ぼくは叔父さん （1973年10月 - 1974年3月、日本テレビ）フォーリーブスの4人での出演
- ボクは女学生 （1973年10月5日 - 12月、フジテレビ）フォーリーブスのメンバーとゲスト出演
- 刑事くん （1975年10月13日、TBS）第3部・第49話「二人の学生刑事」の回に北公次と共にゲスト出演
- 小さなスーパーマン ガンバロン （1977年4月3日、日本テレビ）第1話にフォーリーブスの4人でゲスト出演
- お姉ちゃん （1973年12月 - 、TBS）
- ほおずきの唄 （1975年4月 - 、日本テレビ）
- コメディー公園通り〜愛は一つ恋は五つ （1978年6月3日 - 7月29日、NHK、全5回）
- 猿飛佐助 （1980年5月 - 10月、日本テレビ） - 由利鎌之助（レギュラー）
- 心（1980年、TBS）- 花輪大介役
- はまなすの花が咲いたら（1981年 - 1982年、TBS） - 片山力也役
- おまかせください オレの女房どの （1982年10月、フジテレビ）
- 源さん （1983年5月 - 9月、日本テレビ）レギュラー
- 新・なにわの源蔵事件帳（1983年11月 - 1984年3月、NHK） - 新之丞役
- 半熟卵 第7話（1994年10月 - 12月、フジテレビ）
- 八丁堀の七人（2000年 - 2006年の1月 - 3月期、テレビ朝日） - 花田孫右衛門役

単発ドラマ
- 女たちの忠臣蔵 いのち燃ゆるまで （1979年12月9日、TBS）
- 京都殺人案内2呪われた婚約 （1980年2月2日、テレビ朝日・土曜ワイド劇場）
- およめちゃん （1980年5月25日、TBS・東芝日曜劇場）
- およめちゃん2 （1981年4月5日、TBS・東芝日曜劇場）
- 日本のおんなシリーズ2「春の島の女」 （1981年4月8日、フジ）
- 傑作推理劇場「ガラスの階段」 （1981年8月24日、テレビ朝日）
- およめちゃん3 （1981年10月11日、TBS・東芝日曜劇場）
- 隅田川殺人下り （1982年6月19日、テレビ朝日・土曜ワイド劇場）
- 嫁・姑・大姑1 （1985年4月11日、日本テレビ・木曜ゴールデンドラマ）
- 裸の大将 第57話「清と伊勢と異星人」（1992年11月1日、KTV / 東阪企画） - 政夫
- 現代に甦った闇の死置人 あなたの怨み晴らします （2007年1月16日、日本テレビ・火曜ドラマゴールド）

### ラジオ番組
- ロッテヤンスタNo1 （ニッポン放送）[1]
- ポップセンター0530 パートII（アール・エフ・ラジオ日本）[1]
- フリーロードサウンド（アール・エフ・ラジオ日本）[1]
- おりも政夫の感度良好!（アール・エフ・ラジオ日本）

### 映画
- 1974.07.20　急げ!若者 TOMORROW NEVER WAITS （東宝／ジャック・プロ） - 昌夫役
- 1983.08.04　嵐を呼ぶ男 （東宝／ジャニーズ事務所）
- 1984.08.11　零戦燃ゆ（東宝） - 森崎中尉役
- 1985.12.21　姉妹坂 （東宝） - マスター役
- 1991.10.12　雪のコンチェルト （バンダイ）

### 舞台
- 風と共に去りぬ （帝国劇場、「劇団若草」時代）
- 太宰治の一生 （芸術座、「劇団若草」時代）
- いつかどこかで〜フォーリーブス物語 （1967年6月、大阪フェスティバルホール）
- あるジーサンに線香を（2012年4月20日 - 28日、三越劇場・中日劇場）

### イベント
おりも政夫プロデュース「うたごえ時代」
- 2013年4月 渋谷東京メインダイニング（SHIDAX本社）
- 2013年4月 浅草コシダカシアター
- 2013年5月 東京プリンスホテル （ライオンズクラブ）
- 2013年6月 浅草コシダカシアター
- 2013年7月 浅草コシダカシアター
- 2013年8月 台東区ミレニアムホール
- 2013年9月 帝国ホテル（慶応大三田倶楽部）
- 2013年10月 東松山ディアナマリエール
- 2014年2月 北越谷ギャザホール
- 2014年3月 熊谷ホール
- 2014年3月 目黒雅叙園
- 2014年4月 東北復興チャリティー仙台（ライオンズクラブ）
- 2014年5月 愛媛愛南町
- 2014年7月 岡山県長船町
- 2014年9月 大阪公演 ノートルダムセンティア
- 2014年10月 足立区公演
- 2015年2月 東大阪公演 東大阪市民会館

### その他
- NMB48「オーマイガー!」（通常盤Type-A、Type-B DVD収録「第一回NMB48紅白対抗水泳大会」（Type-A：前編 Type-B：後編）司会）

## ディスコグラフィ
- めぐりあう時に　c/w　風向きが変ったら （1977年5月21日、シングル）
A面の「めぐりあう時に」は、日本テレビのドラマ『たんぽぽ』の主題歌。

### ジャニーズ時代の作品
| 曲名                     | 収録アルバム                                                   | 備考 |
| ------------------------ | -------------------------------------------------------------- | --- |
| ひとつ隣りのうしろへ3つ  | ヒット!ヒット!ヒット! フォーリーブス・ゴールデン・ショー       | |
| お嫁さんになるのはいつ   | 少年たちシリーズ 〜太陽からの少年〜                            | ただし 『ベスト・オブ・ベスト』に収録していた、単曲の音源は 2024年11月 時点 未CD化。                                 |
| 誰のせいでもない         | フォーリーブス・ミュージカル 少年たちシリーズ 〜明日なき友情〜 | |
| 恋のマリアンヌ           | スーパー・プレゼント                                           | |
| 親不孝かもしれないけれど | 見上げてごらん夜の星を                                         | |
| 倖せの黄色いリボン       | スーパープレゼント'74                                          | |
| あなたの瞳に恋してる     | フォーリーブス・郷ひろみ ジョイントリサイタル                  | 2024年11月 時点 未CD化。                                                                                             |
| 星空の恋人               | 若者                                                           | |
| いくつかの場面           | フォーリーブス10周年記念PART1                                  | 録音日 : 1976年4月4日 中野サンプラザ 2024年11日 時点 未CD化。                                                        |
| いくつかの場面           | GOOD-BYE                                                       | 録音日 : 1978年8月31日 東京厚生年金会館                                                                              |
| 不安の朝                 | LOVE FOREVER                                                   | |
| めぐり逢う時             | LOVE FOREVER                                                   | ただしレコードシングルは 2024年11月 時点 未CD化。                                                                    |
| 気になる女が止まり木で   | LOVE FOREVER                                                   | |
| 乾杯グラス               | LOVE FOREVER                                                   | |
| ふたりの問題             | LOVE FOREVER                                                   | |
| アローン・アゲイン       | LOVE FOREVER                                                   | |
| 哀しみのソレアード       | LOVE FOREVER                                                   | |
| 死神は爪をとぐ           | ROCK OPERA JUMPING MONKEY（サウンドトラック）                  | テレビドラマ『猿飛佐助』の挿入歌。 作詞：寒太郎、作曲：ケーシー・ランキン、編曲：大谷和夫。 2024年11月 時点 未CD化。 |